# Ber Hulsing
Ber Hulsing (Enkhuizen, 28 augustus 1907 – Amsterdam, 7 april 1980) was een Nederlands verzetsstrijder, cabaretier, tekstschrijver, zanger, gitarist, filmrecensent en theatercriticus.
Hij staat vooral bekend om het nummer "Van jou heb ik niets meer gehoord" (1946), dat hij samen met zijn vrouw Uut Hulsing zong.

## Biografie
Aanvankelijk werkte Hulsing als administratief medewerker, ontwerper in de reclamewereld en tekenaar. Tijdens de Tweede Wereldoorlog was hij actief in het verzet in de Zaanstreek en werkte hij voor de illegale pers. Hij was een overtuigd communist.
Zijn werk voor De Waarheid bleef hij ook na de oorlog uitoefenen. Ook schreef hij veel teksten voor het  't Gaat Goed cabaret van Jan Musch en Rolien Numan. Vanaf 1966 werkte hij als filmrecensent en later ook als theatercriticus voor het dagblad Trouw. Hulsing was getrouwd met Guurtje Anna Catharina Lubbes en nadat hij van haar was gescheiden met Tineke van Leer.

## Bron
1. ↑  http://www.paularnoldussen.nl/comm/03-artiesten.html

- Biografisch Portaal: 99974009
- Gemeinsame Normdatei: 116806225X
- RKD-Nederlands Instituut voor Kunstgeschiedenis: 40540
- Virtual International Authority File: 242153834733464450007
- WorldCat: E39PBJy4dfk6mMfYXgw4PVD6rq